# 龙国英
龙国英（1967年—），江西上高人，汉族，中华人民共和国政治人物、全国人民代表大会江西地区代表。
毕业于南京大学国际商学院企业管理专业。加入中国农工民主党。担任江西省南昌市政协副主席。2008年起担任全国人大代表。2013年，担任全国人大代表。2018年1月，当选第十三届全国政协委员。